# فندق الرشيد

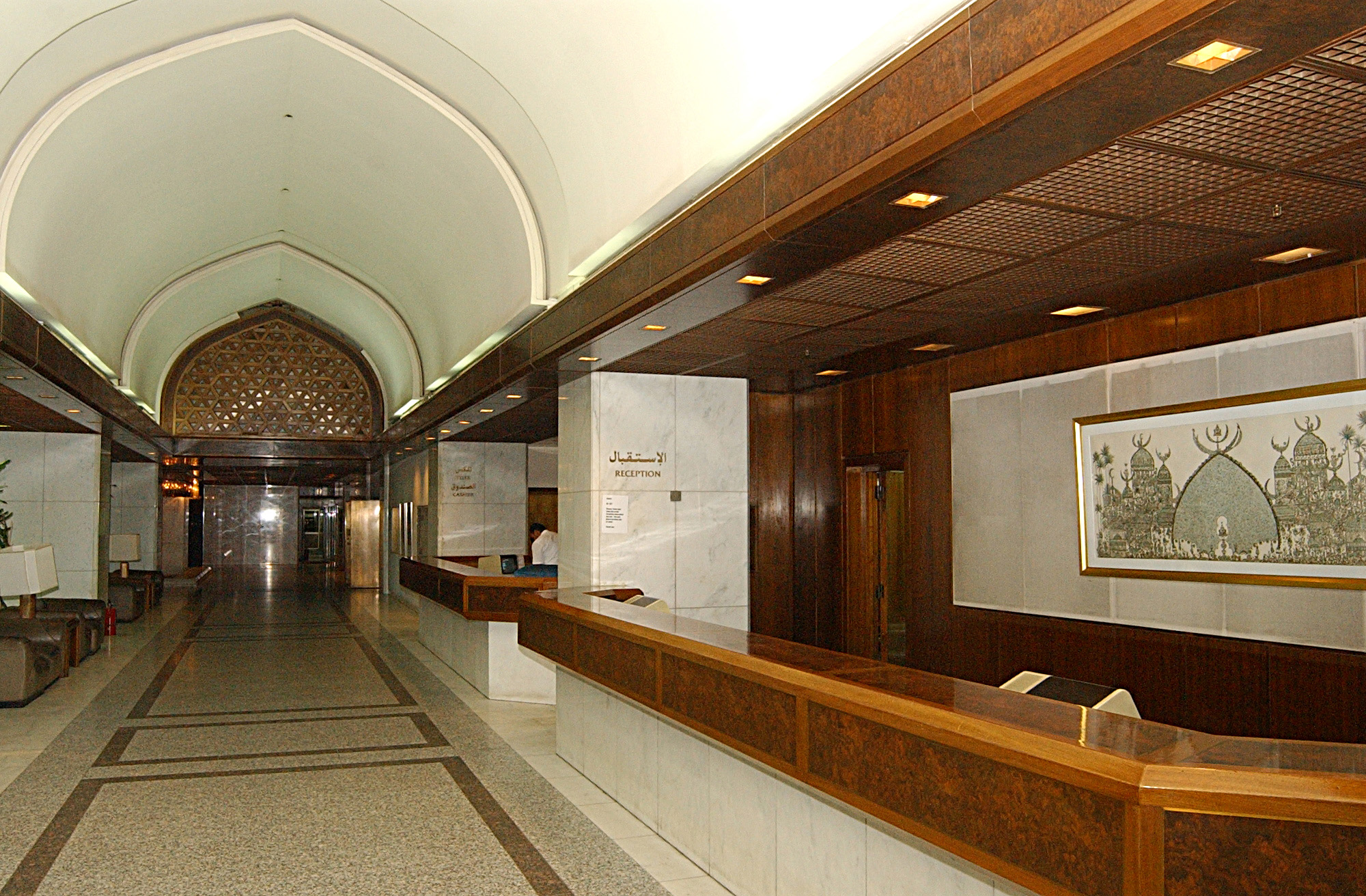
ممر داخل فندق الرشيد

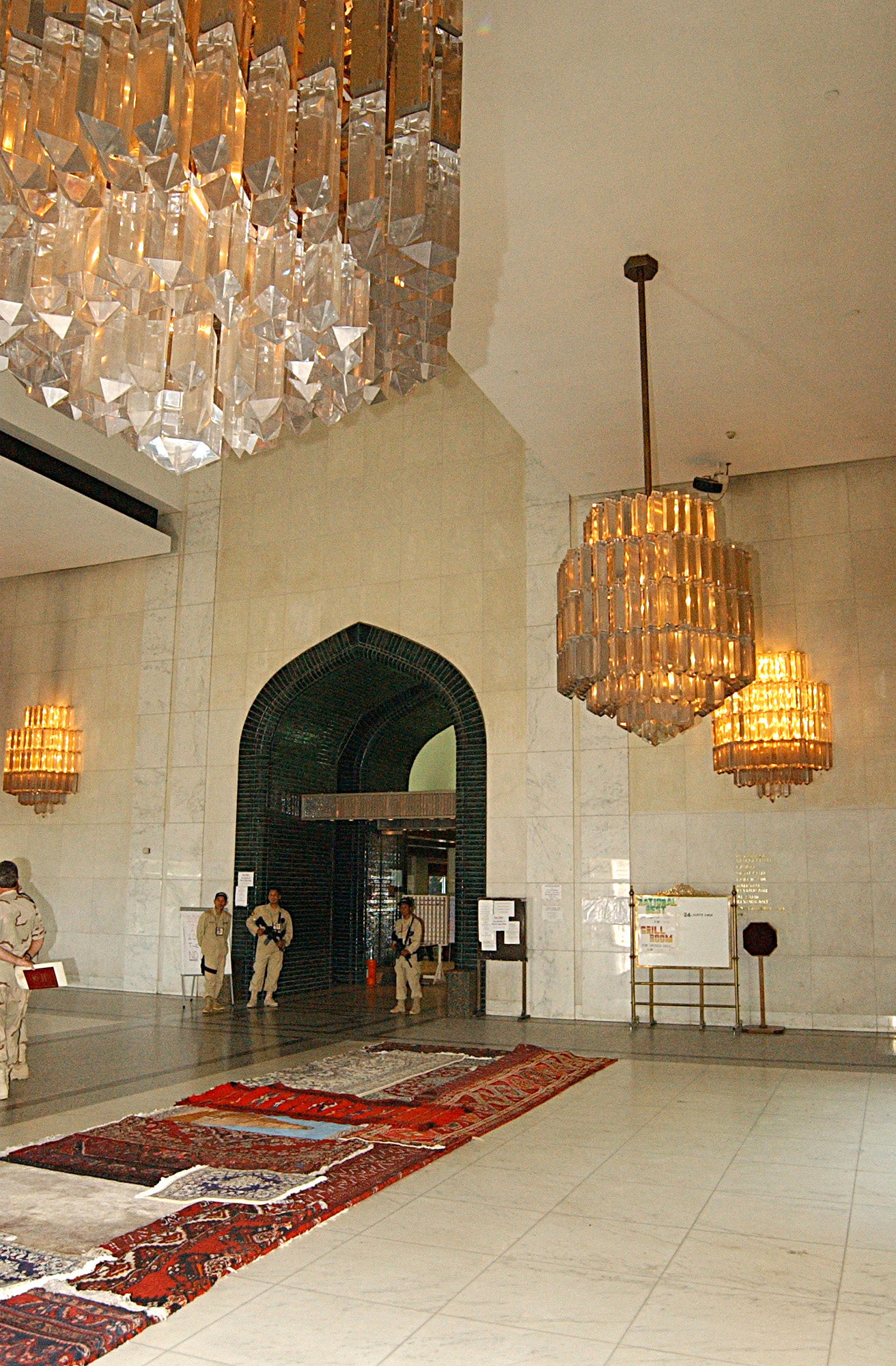
فندق الرشيد

فندق الرشيد هو فندق من الدرجة الممتازة يقع في المنطقة الخضراء في بغداد في العراق. بني الفندق في نهاية عقد السبعينات من القرن العشرين ليأوي الملوك والرؤساء والوفود العربية التي قدمت إلى بغداد من أجل حضور مؤتمرات القمة العربية ولاستيعاب الاعداد المتزايدة من السائحين الأجانب.
اكتسب الفندق شهرة عالمية خلال حرب الخليج الثانية عندما رسمت صورة للرئيس الأمريكي الأسبق جورج بوش الأب على أرضية مدخل الفندق لتداس بالاقدام. كما وتعرض الفندق إلى ضربة صاروخية أمريكية في عام 1993م مما أدى إلى اضرار مادية كبيرة وبعض الخسائر البشرية. ولقد تعددت أسباب الضربة من حيث أيوائهِ عناصر حزب البعث الحاكم آنذاك، أو رد فعل بسبب رسم تلك الصورة للرئيس الأمريكي على أرضية المدخل.
واليوم تتمركز الكثير من القنوات الإعلامية العالمية في الفندق بعد أن كانت تتمركز في فندق فلسطين الذي يقع خارج المنطقة الخضراء والذي هو الآخر تعرض لهجمات عدة قبل وبعد حرب عام 2003م.